# Саруханян Владимир Гникович
Саруханян Владимир Гникович (вірм. Վլադիմիր Սարուխանյան, 16 серпня 1989, Гюмрі) — російський і вірменський боксер, призер чемпіонату Європи серед аматорів.

## Аматорська кар'єра
Саруханян Владимир народився у Вірменії, а у дитинстві разом  з сім'єю переїхав до Росії, Сочі, де і розпочав заняття боксом. 2005 року переміг на чемпіонаті Європи, а згодом і на чемпіонаті світу серед юніорів. 2006 року вдруге переміг на чемпіонаті світу серед юніорів. Через конкуренцію не потрапляв на великі міжнародні змагання і 2011 року перейшов під прапор Вірменії.
На чемпіонаті Європи 2011 завоював бронзову медаль.
- В 1/8 фіналу переміг Рашида Кассема (Данія) — 22-14
- У чвертьфіналі переміг Мартіна Ворда (Англія) — 22-15
- У півфіналі програв Фатіху Келеш (Туреччина) — 16-28

На чемпіонаті світу 2011 програв у першому бою Хосе Карлос Раміресу (США).